# Janne Lahtela
Janne Lahtela (* 28. února 1974, Kemijärvi) je bývalý finský akrobatický lyžař, narozený v Laponsku. Na olympijských hrách v Salt Lake City roku 2002 vyhrál závod v jízdě na boulích. Na předchozích hrách v Naganu roku 1998 získal ve stejné disciplíně stříbro. Celkově se zúčastnil pěti olympijských her. Krom toho je mistrem světa z roku 1999. Ve světovém poháru pětkrát bral malý křišťálový glóbus za celkové boulařské vítězství, třikrát v boulích (1999, 2000, 2004) a dvakrát v paralelních jízdě na boulích (2000, 2003), a jednou dokonce získal i velký křišťálový glóbus za celkové vítězství v akrobatickém lyžování (2000). Vyhrál v seriálu světového poháru 22 závodů, 42krát stál na stupních vítězů. Je též pětinásobným mistrem Finska. Po olympijských hrách v Turíně roku 2006 ukončil závodní kariéru. V letech 2006-2014 byl hlavním trenérem japonské reprezentace akrobatického lyžování. V létě 2014 utrpěl zranění páteře při motokrosu. Na jaře 2015 byl angažován jako hlavní trenér finského národního týmu. Proslul svým nepřátelským chováním vůči novinářům. V roce 2016 byl uveden do síně slávy finského sportu. Jeho bratrancem je Sami Mustonen, rovněž boulař a bronzový medailista z Nagana.